# Kanpur
Pour l’article ayant un titre homophone, voir Khanpur.
Kanpur (en hindi : कानपुर) est une ville de l'État de l'Uttar Pradesh en Inde, capitale de l'une des 18 divisions territoriales de cet État et chef-lieu des districts de Kanpur Dehat et Kanpur Nagar. Avec son industrie du cuir et sa base militaire de maintenance aérienne, c'est l'un des principaux centres économiques du nord du pays. Surnommée la Manchester de l'Est, elle a été un des foyers de la révolution industrielle indienne.

## Géographie
Kanpur est située sur les rives du Gange. C'est l'agglomération la plus peuplée de l'Uttar Pradesh, devant la capitale Lucknow et la douzième d'Inde.

## Économie
Kanpur se classe dixième ville du pays pour son PIB.
La ville produit des textiles, des articles en cuir, de l'engrais, des produits chimiques, des deux-roues, du savon...

## Histoire
L'histoire de la ville a fortement été marquée par les défaites militaires.
En 1207, le Raja Kanh Deo Kanhpuria aurait établi le village de Kanhpur, qui devait devenir plus tard Kanpur (Cawnpore avant 1948). Son nom pourrait dériver de Kanhiyapur, la ville de Kanhiya (seigneur Krishna).
La ville restera d'importance mineure jusqu'en 1765 où Shuja-ud-daulah, le nawab d'Avdh sera vaincu par les britanniques à Jajmau, un quartier de Kanpur. À partir de cette époque, la ville passe sous domination britannique; ce qui sera officialisé par la signature du traité d'Allahabad. Ce traité autorise les britanniques à pratiquer des activités militaires et commerciales sur le territoire. Ayant perçu la position géographique stratégique de la ville, les britanniques y développent effectivement leurs activités. Dès lors, la ville devient une ville de garnison florissante.
La mutinerie de Bibirarh en 1857 incluse dans la révolte des cipayes, menée localement par Nana Sahib, donne à l'histoire de Kanpur ses jours les plus sombres. Cette mutinerie conduisit au siège des retranchements européens qui entrainera le massacre des hommes au ghat de Satichaura, lors d'une évacuation ratée. Suivra le meurtre organisé des survivants, essentiellement des femmes et des enfants, après 2 semaines de détention au Bibighar. Les corps seront démembrés et placés dans un puits sans sépulture. 

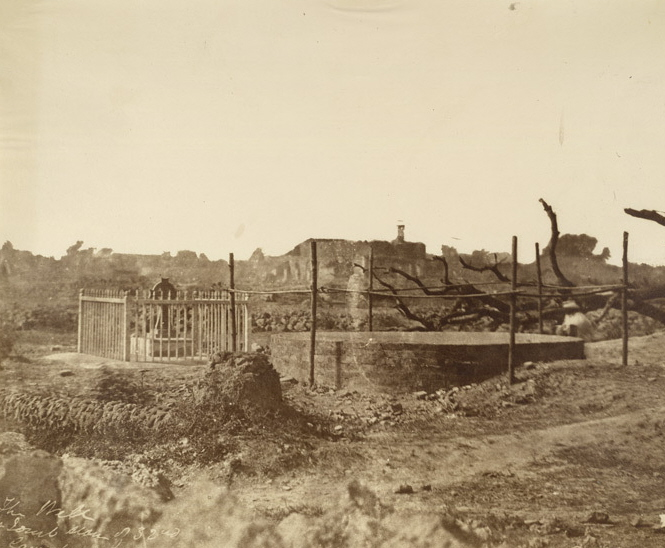
Le puits où les cadavres des femmes et des enfants européens furent découverts, 1860.

L'opinion publique fut horrifiée par ces actes ce qui précipitera la défection du mouvement et l'érection du mémorial de Bibirarh dès 1860. En représailles, tous les cipayes mutins furent pendus lors de la reprise de la ville par les britanniques, bien qu'ils aient refusé pour la plupart à prendre part au massacre de Bibighar. L'histoire relate que des atrocités avaient eu lieu 2 semaines avant la mutinerie, sous les ordres du lieutenant-colonel James George Smith Neill ce qui a pu inciter initialement les cipayes à la révolte et induire un climat délétère.
Après 1860, la ville reprend son essor commercial. A cette époque, le besoin d'articles de sellerie et de bourrellerie pour l'armée marque le début de l'industrie locale du cuir qui reste toujours aujourd'hui la principale activité industrielle de Kanpur.

## Personnalités liées
- Bala Rao Sahib (1824-1862), peshwa, frère de Nana Sahib
- Sibyl Colefax (1874-1950) y passa sa jeunesse, puis devint décoratrice d'intérieur en Angleterre
- Ganesh Shankar Vidyarthi (1890-1931), journaliste indien
- Ada Leask (1899-1987), historienne et antiquaire irlandaise
- Poonam Pandey (1991-), actrice indienne

## Lieux et monuments
Le mémorial de Bibighar a été érigé en 1860 sur les lieux du massacre du même nom.

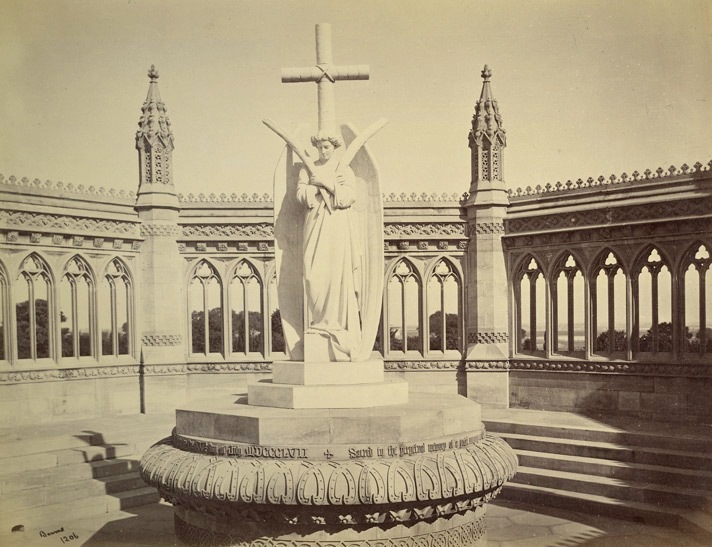
Le mémorial de Bibirarh, sculpture de Mario Marochetti (1860).